# Administracja niezespolona
Administracja niezespolona – w Polsce część administracji rządowej w terenie. W przeciwieństwie do administracji zespolonej nie jest podległa wojewodzie.
Organami administracji niezespolonej są terenowe organy administracji rządowej podporządkowane właściwemu ministrowi lub centralnemu organowi administracji rządowej, a także kierownicy państwowych osób prawnych i kierownicy innych państwowych jednostek organizacyjnych wykonujących zadania z zakresu administracji rządowej na obszarze województwa.
Ustanowienie tych organów może następować wyłącznie w drodze ustawy, jeżeli jest to uzasadnione ogólnopaństwowym charakterem wykonywanych zadań lub terytorialnym zasięgiem działania przekraczającym obszar jednego województwa. Mogą one wydawać akty prawa miejscowego (obowiązujące na terenie województwa lub jego części).

## Wykaz organów
Wykaz organów administracji niezespolonej znajduje się w ustawie o wojewodzie i administracji rządowej w województwie. Są to:
- szefowie wojskowych centrów rekrutacji;
- dyrektorzy izb administracji skarbowej, naczelnicy urzędów skarbowych i naczelnicy urzędów celno-skarbowych;
- dyrektorzy okręgowych urzędów górniczych i dyrektor Specjalistycznego Urzędu Górniczego;
- dyrektorzy okręgowych urzędów miar;
- dyrektorzy okręgowych urzędów probierczych;
- dyrektorzy urzędów morskich;
- dyrektorzy urzędów statystycznych;
- dyrektorzy urzędów żeglugi śródlądowej;
- graniczni i powiatowi lekarze weterynarii;
- komendanci oddziałów Straży Granicznej, komendanci placówek i dywizjonów Straży Granicznej;
- państwowi graniczni inspektorzy sanitarni;
- regionalni dyrektorzy ochrony środowiska.